# Бродеторп
Бродеторп (на шведски: Broddetorp) е село в югозападна Швеция, част от община Фалшьопинг на лен Вестра Йоталанд. Населението му е около 139 души (2015).
Разположено е на 252 метра надморска височина в Средношведската низина, на 68 километра северозападно от Йоншьопинг и на 115 километра североизточно от Гьотеборг.

## Известни личности
Родени в Бродеторп
- Арвид Аугуст Афзелиус (1785 – 1871), фолклорист